# Штерићи
Штерићи су племићка породица.
Презиме Штерићи забележено је у Илирском грбовнику и потврђује употребу грба и пре 1010. године. Порекло је из Илирске Србије, покрајине Моравске. 
Потиче из богате млетачке породице, која је поседовала „племићка имања“ у Илирији. Због угњетавања Порте, Дмитриј Штерић и његов син Кристифор су се преселили (1711) у Угарску, а његов унук Иван Христофорович ступио је у руску службу (1750) и учествовао у првом руско-турском рату под Катарином Великом. Грб породице Штерић је забележен у седмом делу Општег грбовника.
Постоји још једна племићка породица Штерића, каснијег порекла.

## Опис грба
У црвено поље је постављена златна греда, а на боковима су приказане три племените златне круне.
На штиту је племенити крунисани шлем. Грб: црвени лав који излази, окренут лево. Хералдички плашт на штиту је плаве боје, обложен златом.